# 范文彩
范文彩（1915年—1996年11月14日），原名樊文彩，山西原平县中阳乡中阳村人，中华人民共和国煤炭工业部副部长、工程师。

## 生平

### 民国时期
1937年8月参加革命工作，同年11月加入中国共产党。历任山西太谷县抗日动员委员会工作员，太谷抗日游击队中队长、指导员，八路军太行支队连指导员，政治处科长及晋冀鲁豫军区政治部教育科长，太行军区二分区第三大队政治处处长；1940年3月，任和顺、平定县县长，太行第六专区、第三专区专员，晋冀鲁豫边区政府民政所秘书主任。
1945年9月，范文彩奉命到峰峰临水电厂任董事长兼经理。1946年峰峰、六河沟等煤矿先后成立董事会。同年9月，范文彩担任六河沟煤矿股份有限公司任董事长，同时任工委书记，同已在那里工作的张翼飞、何白沙等人一起备战。1947年2月，峰峰、六河沟和第二机厂合并，成立了共产党工作委员会，范文彩为工委书记，下设总支或支部。
1947年4月，晋冀鲁豫边区政府工业厅决定把六河沟煤矿合并于峰峰煤矿，成立工矿局峰峰煤矿第一管理处，范文彩任管理处主任、工委书记。1948年7月范文彩调离峰峰煤矿，历任晋豫煤铁公司总经理、焦作矿务局局长、开滦煤矿军管会主任、开滦总管理处副主任。

### 共和国时期
1953年，范文彩调京，历任华北煤矿管理局局长、煤炭部基本建设总局局长、煤炭部基本建设司司长、煤炭部西南煤矿建设总指挥部指挥、西南煤炭建设成教办事处主任等职。1965年1月，任中华人民共和国煤炭工业部副部长兼煤炭部成都办事处主任。1970年，担任燃料化学工业部革委会副主任。1982年12月，离休。
1996年11月14日，在北京去世，享年82岁。